# Agdistis dicksoni
Agdistis dicksoni là một loài bướm đêm thuộc họ Pterophoridae. Nó được tìm thấy ở Nam Phi (miền tây và Bắc Cape).
Sải cánh dài 18–21 mm. Cánh trước màu xám với 4 đốm tối còn cánh sau có màu xám đồng nhất. Con trưởng thành bay từ tháng 6 đến tháng 12.

## Etymology
The species is được đặt tên theo Dr C.G.C. Dickson, a famous lepidopterologist.